# Mike Roscoe
Pour les articles homonymes, voir Roscoe.
Mike Roscoe est le pseudonyme collectif de John Roscoe et de Michael Ruso, auteurs américains de roman policier.

## Biographie
Ensemble, ils ont écrit cinq romans policiers dont quatre ont pour héros Johnny April, un jeune détective privé à Kansas City. Dans Une tartine de confitures (A Slice of Hell, 1954), April fait équipe avec une jolie rousse pour tenter de démanteler un gang bien organisé de la mafia qui cherche à étendre ses ramifications sur la côte Ouest des États-Unis.
Selon Claude Mesplède et Jean-Jacques Schleret, « l’influence de Mickey Spillane est évidente. »

## Œuvre

### SérieJohnny April
- Death Is a Round Black Ball, 1952
  - De toutes les couleurs, Série noire no 182, 1953[2]
- Riddle me This, 1952
  - En sang et en mille, Série noire no 175, 1953
- A Slice of Hell, 1954
  - Une tartine de déconfiture, Série noire no 227, 1954
- One Tear for my Grave, 1955

### Autre roman
- The Midnight Eye, 1958

## Sources
- Claude Mesplède, Les Années Série noire vol.1 (1945-1959) Encrage « Travaux » no 13, 1992
- Claude Mesplède et Jean-Jacques Schleret, SN Voyage au bout de la Noire, Futuropolis, 1982